# Solo para fumadores
Solo para fumadores es un libro de cuentos del escritor peruano Julio Ramón Ribeyro. Fue publicado en 1987 como libro individual y además forma parte de La palabra del mudo. Fue su último libro de cuentos publicado individualmente.
En este volumen la mayoría de textos tienen elementos autobiográficos. En "Te literario" se menciona una novela, con otro título, que estaría referida a Crónica de San Gabriel

## Cuentos
La obra está compuesta por ocho cuentos:
- Solo para fumadores.
- Ausente por tiempo indefinido.
- Te literario.
- La solución.
- Escena de caza.
- Conversación en el parque.
- Nuit caprense cirius illuminata.
- La casa en la playa.